# Лісівська сільська рада (Маневицький район)
| Лісівська сільська рада — адміністративно-територіальна одиниця та орган місцевого самоврядування у Маневицькому районі Волинської області з адміністративним центром у с. Лісове. Історична дата утворення: в 1944 році. Сільській раді підпорядковані населені пункти: - с. Лісове - с. Гута-Лісівська |

## Склад ради
Рада складається з 14 депутатів та голови.

### Керівний склад ради
| ПІБ                           | Основні відомості                                                                                                | Дата обрання | Дата звільнення |
| ----------------------------- | --- | ------------ | --------------- |
| Скороход Віктор Володимирович | Сільський голова, 1970 року народження, освіта                                                                   | 26.03.2006   | 31.10.2010      |
| Скороход Віктор Володимирович | Сільський голова, 1970 року народження, освіта середня спеціальна, член Всеукраїнського об'єднання «Батьківщина» | 31.10.2010   |                 |

Примітка: таблиця складена за даними джерела

## Населення
Згідно з переписом УРСР 1989 року чисельність наявного населення сільської ради становила 918 осіб, з яких 423 чоловіки та 495 жінок.
За переписом населення України 2001 року в сільській раді мешкало 911 осіб.

### Мова
Розподіл населення за рідною мовою за даними перепису 2001 року:
| Мова       | Відсоток |
| ---------- | -------- |
| українська | 99,67 %  |
| молдовська | 0,11 %   |
| російська  | 0,11 %   |